# Marilène Oranžsko-Nasavská, van Vollenhoven
Princezna Marilène Oranžsko-Nasavská, van Vollenhoven-van den Broek (rozená Marie-Hélène Angela van den Broeková; * 4. února 1970 Dieren) je manželkou prince Mauritse Oranžsko-Nasavského, van Vollenhovena. Proto byla, až do nástupu krále Viléma-Alexandra na trůn v roce 2013, členkou nizozemského královského rodu. Zůstává členkou rozšířené nizozemské královské rodiny.

## Mládí
Princezna Marilène se narodila v Dierenu v Rhedenu. Je nejmladší dcerou Hanse van den Broeka a Josee van den Broek-van Schendelaové. Van den Broekovi patří k nizozemským šlechticům. Marilène van den Broeková v roce 1988 maturovala ve Wassenaaru. V letech 1988 až 1994 studovala na Univerzitě v Groningenu, kde získala titul MSc v oboru obchodní administrativa. Princezna Marilène v současné době pracuje v Rijksmuseum Amsterdam, nizozemském národním muzeu věnovaném umění, řemeslům a historii.

## Manželství a děti
Dne 29. května 1998 se v Apeldoornu civilně provdala za prince Mauritse Oranžsko-Nasavského, van Vollenhovena. Poté následoval 30. května 1998 náboženský obřad. Jeho Výsost princ Maurits je nejstarší syn nizozemské princezny Margriet a Pietera van Vollenhovena. Princezna Marilène a princ Maurits mají tři děti, které nemají žádný titul, ale královským výnosem ze dne 26. května 1998 nesou příjmení „van Lippe-Biesterfield van Vollenhoven“:
- Anastasia (Anna) Margriet Joséphine van Lippe-Biesterfeld van Vollenhoven, narozená v Amsterdamu 15. dubna 2001.
- Lucas Maurits Pieter Henri van Lippe-Biesterfeld van Vollenhoven, narozen v Amsterdamu 26. října 2002.
- Felicia Juliana Bénedicte Barbara van Lippe-Biesterfeld van Vollenhoven, narozená v Amsterdamu 31. května 2005.